# Hodynastins citadell
Hodynastins citadell (vietnamesiska: Thành nhà Hồ; även kallat Tây Đô slott eller Tây Giai slott) är ett citadell i Vietnam som uppfördes av Hodynastin (1400-1407).
Citadellet ligger i Tây Giai kommun, i distriktet Vinh Loc, i provinsen Thanh Hoa, i Vietnamesiska regionen Bac Trung Bo.
Tây Đô är rektangulärt i sin form. Dess nord-sydliga sida är 870.5 m lång och dess öst-västliga sida 883.5 m lång. Det finns fyra portar: en i söder (främre porten), en i norr (bakre porten), en i öster (vänstra porten, och en i väster (högra porten). Den södra porten är 9,5 meter hög och 15,17 meter bred.
Slottet byggdes av stenblock som vardera i genomsnitt är 2 m x 1 m x 0.70 m.
Med undantag för dess portar är slottet till största del förstört.
Citadellet fick världsarvsstatus 27 juni 2011.

## Bildgalleri

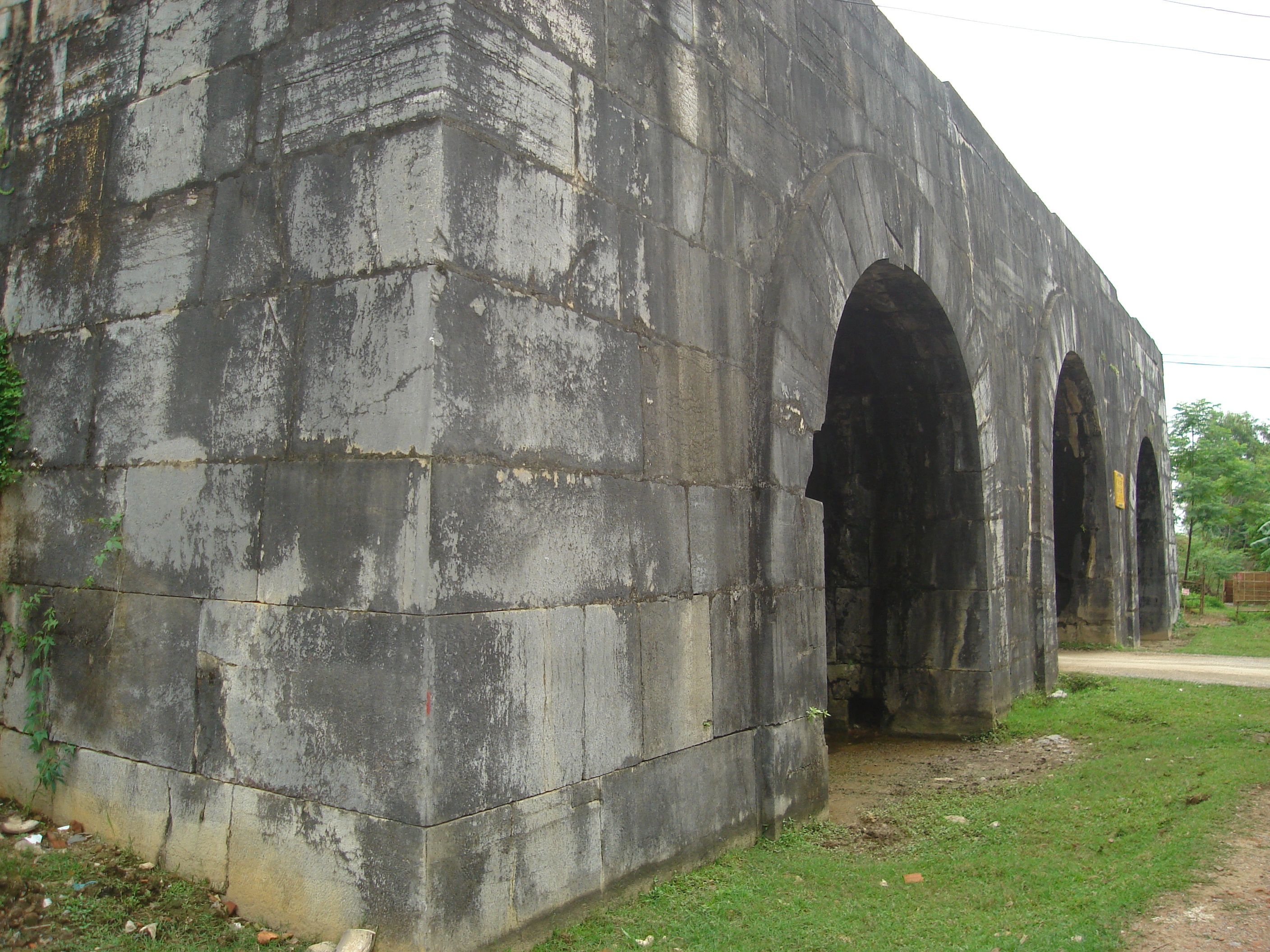
Främre porten
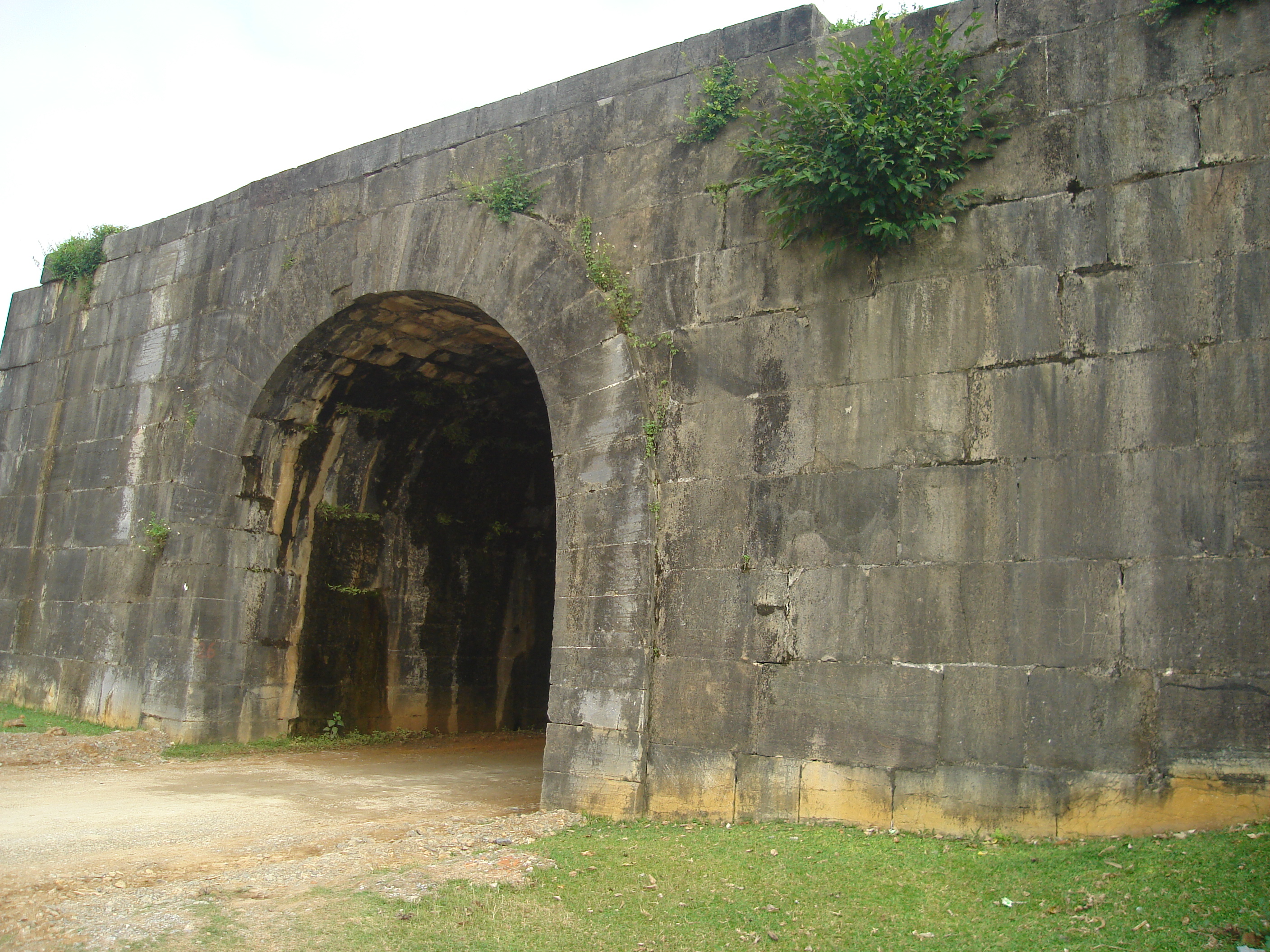
Bakre porten
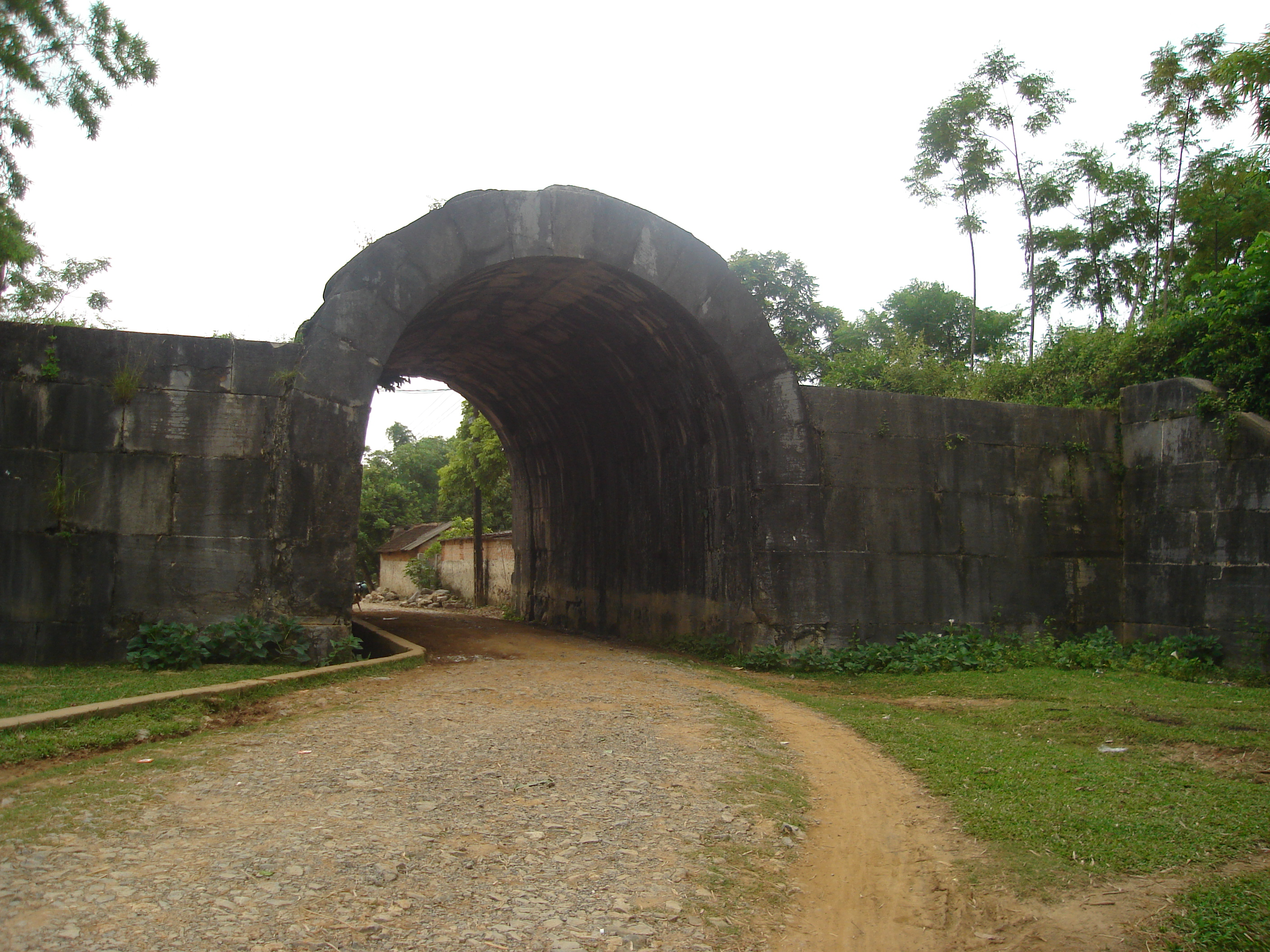
Vänstra porten
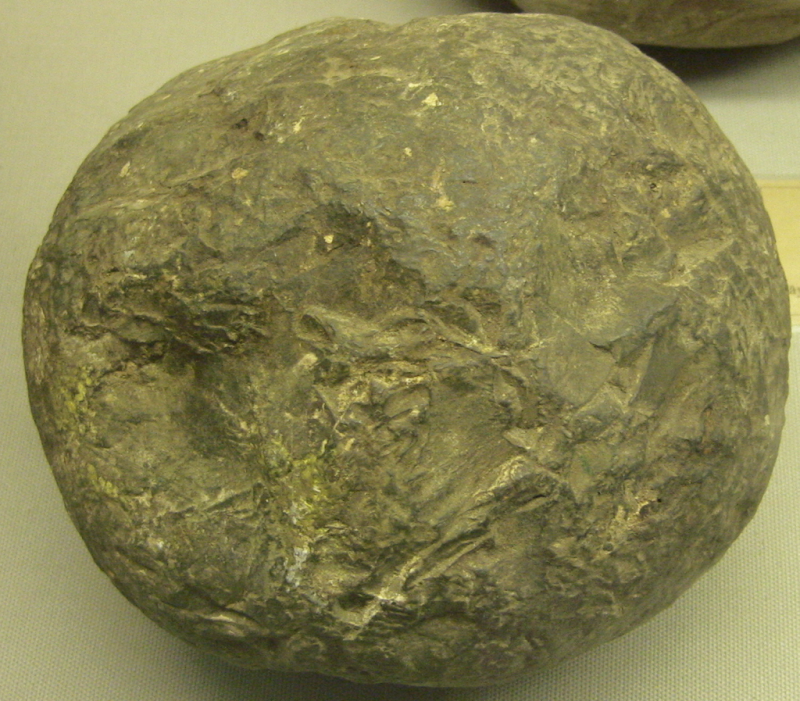
En stor kanonkula som hittats i Tây Đô slott